# Allobates sieggreenae
Allobates sieggreenae — вид жаб родини Aromobatidae. Описаний у 2021 році.

## Поширення
Ендемік Перу. Відомий з двох місцевостей амазонських біло-піщаних лісових екосистем на схід від річки Укаялі у регіоні Лорето.